# Херман Деніс
Херман Деніс (ісп. Germán Denis, нар. 10 вересня 1981, Ломас-де-Самора) — аргентинський футболіст, нападник клубу «Аталанта».
Виступав за ряд аргентинських та італійських клубів, а також національну збірну Аргентини.

## Клубна кар'єра

### Ранні роки
У дорослому футболі дебютував 1997 року виступами за «Тальєрес» з рідного міста, в якому провів два сезони, взявши участь у 33 матчах третього дивізіону Аргентини.
У сезоні 1999/00 виступав за «Кільмес» з елітного дивізіону, проте пробитись до основи не зумів і провів за клуб лише 4 гри в яких забив 2 голи. В середині 2000 року Деніс перейшов в «Лос-Андес», з яким в першому ж сезоні вилетів у другій аргентинський дивізіон, але продовжив виступи за команду. 

### Перша поїздка в Італію
У січні 2002 року Деніс поїхав в Італію виступати за «Чезену», що грала у Серії С1. У складі цього клубу Деніс провів півтора сезони, зігравши в 29 іграх та забивши 3 голи. 

### Повернення в Аргентину
Влітку 2003 року Деніс повернувся на батьківщину, до клубу «Арсенал» (Саранді), де став виступати на правах оренди. У цій команді він вперше почав використовуватися в атаці. 2004 року в клуб прийшов Хосе Луїс Кальдерон, який склав разом з Денісом пару нападу. Цей дует дозволив клубу набрати рекордні для себе 30 очок в Клаусурі 2005. Після цього, «Арсенал» викупив за 50 тис. доларів контракт Деніса та перепродав його в «Колон». У складі цієї команди Херман провів один сезон, виступаючи в центрі атаки клубу разом з Естебаном Фуертесом, завдяки чому Деніс забив 7 голів у Клаусурі 2006. 
Наприкінці 2006 року Деніс перейшов в «Індепендьєнте», куди його запросив його колишній наставник в «Арсеналі», Хорхе Бурручага. У клубі Деніс демонстрував невисоку результативність: 6 голів у Апертурі 2006 і 4 м'ячі в Клаусурі 2007. Через це, Херман вирішив покинути клуб. Але новий головний тренер команди, Педро Трольйо, довірився Денісу та гарантував йому місце у складі. В Апертурі 2007 Деніс забив 18 голів, що дозволило йому стати найкращим бомбардиром чемпіонату. Цей результат став другим, після 20 голів Мартіна Палермо, серед усіх апертур чемпіонатів Аргентини за роки проведення цієї першості. 16 лютого 2008 року, в матчі з «Тігресом», Деніс вперше за кар'єру отримав червону картку. У Клаусурі 2008 він забив 9 голів. 

### Друга поїздка в Італію

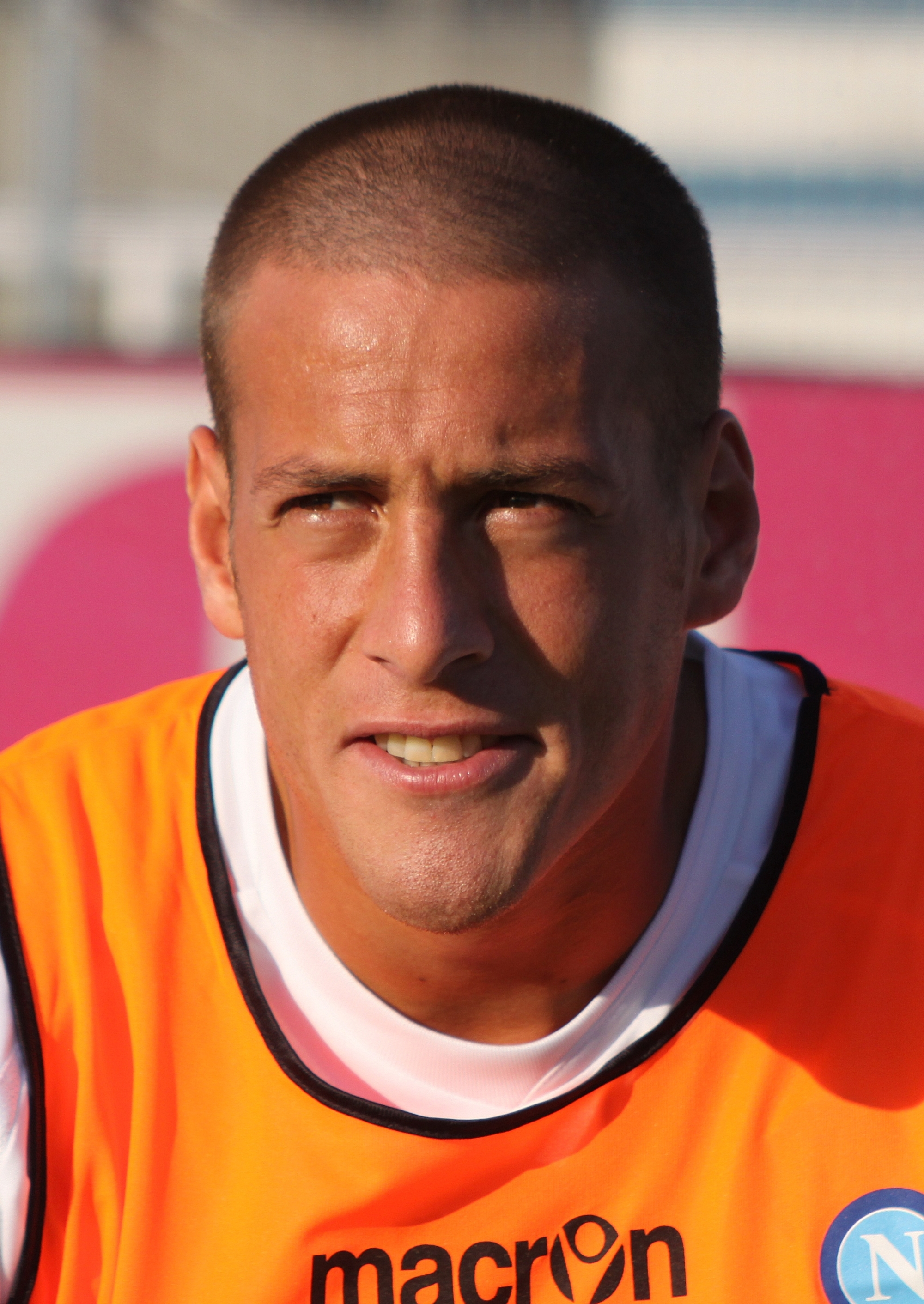
Херман Деніс за часів виступів за «Наполі». 21 липня 2009 року

27 червня 2008 року Деніс перейшов в «Наполі», підписавши контракт на 5 років. Сума трансферу склала 12 млн  євро. Сам футболіст сказав: «Не можу обіцяти, що буду забивати велику кількість голів. Ніхто не знає, як складеться моя доля в новому клубі. Але я дуже сподіваюся, що принесу новій команді багато користі». 14 серпня дебютував у складі клубу в матчі Кубка УЄФА з «Влазнією». У складі клубу Деніс склав дует нападу зі своїм співвітчизником Есек'єлем Лавессі. 28 вересня він забив перший м'яч за «Наполі», вразивши ворота «Болоньї» у матчі чемпіонату Італії. 29 жовтня того ж року Деніс зробив хет-трик, забивши три голи у ворота «Реджини». Всього в першому сезоні він провів 34 матчі та забив 8 голів. У другому своєму сезоні Деніс провів 29 матчів та забив 5 голів, серед яких м'яч, забитий на третій доданій хвилині гри, що приніс клубу нічию з «Міланом» на Сан-Сіро. В іншому матчі з «Міланом» Деніс забив автогол, який приніс перемогу «россонері». 
Влітку 2010 року Денісом цікавилися «Удінезе» та московський «Спартак». 23 липня Деніс отримав травму лівої стопи через що вибув з ладу на 2 місяці. 17 серпня Деніс перейшов в «Удінезе», яка заволоділа половиною прав на гравця, підписавши з клубом 5-річний контракт. 19 грудня він забив перший м'яч за «Удінезе», вразивши ворота «Лаціо». Після закінчення сезону «Удінезе» та «Наполі» домовилися про продовження перебування аргентинця в команді. 
25 серпня 2011 року Херман Деніс був узятий в оренду клубом «Аталанта». 11 вересня він дебютував за клуб в матчі з «Дженоа», а в наступній грі, 18 вересня, він забив свій перший м'яч за «Аталанту», вразивши ворота «Палермо». 29 листопада контракт Деніса, який на той момент був найкращим бомбардиром чемпіонату, був викуплений «Аталантою». 
Наразі встиг відіграти за бергамський клуб 132 матчі в національному чемпіонаті.

## Виступи за збірну
У складі збірної Аргентини Деніс дебютував 16 жовтня 2007 року в матчі проти збірної Венесуели (2:0), де замінив на 55-й хвилині гри Карлоса Тевеса. Наразі провів у формі головної команди країни 5 матчів.

## Статистика виступів

### Статистика клубних виступів
| Сезон                           | Команда                         | Чемпіонат                       | Чемпіонат | Чемпіонат | Національний кубок | Національний кубок | Національний кубок | Континентальні кубки | Континентальні кубки | Континентальні кубки | Інші змагання | Інші змагання | Інші змагання | Усього | Усього |
| Сезон                           | Команда                         | Ліга                            | Ігор      | Голів     | Ліга               | Ігор               | Голів              | Ліга                 | Ігор                 | Голів                | Ліга          | Ігор          | Голів         | Ігор   | Голів  |
| ------------------------------- | ------------------------------- | ------------------------------- | --------- | --------- | ------------------ | ------------------ | ------------------ | -------------------- | -------------------- | -------------------- | ------------- | ------------- | ------------- | ------ | ------ |
| 1997-98                         | «Тальєрес» (Ремедіос)           | ПБМ (ІІІ)                       | 18        | 12        | —                  | —                  | —                  | —                    | —                    | —                    | —             | —             | —             | 18     | 12     |
| 1998-99                         | «Тальєрес» (Ремедіос)           | ПБМ (ІІІ)                       | 15        | 13        | —                  | —                  | —                  | —                    | —                    | —                    | —             | —             | —             | 15     | 13     |
| Усього за «Тальєрес» (Ремедіос) | Усього за «Тальєрес» (Ремедіос) | Усього за «Тальєрес» (Ремедіос) | 33        | 25        |                    | —                  | —                  |                      | —                    | —                    |               | —             | —             | 33     | 25     |
| 1999-00                         | «Кільмес»                       | ПБН (ІІ)                        | 4         | 2         | —                  | —                  | —                  | —                    | —                    | —                    | —             | —             | —             | 4      | 2      |
| 2000-01                         | «Лос Андес»                     | ПД                              | 10        | 2         | —                  | —                  | —                  | —                    | —                    | —                    | —             | —             | —             | 10     | 2      |
| 2001-02                         | «Лос Андес»                     | ПБН (ІІ)                        | 18        | 16        | —                  | —                  | —                  | —                    | —                    | —                    | —             | —             | —             | 18     | 16     |
| Усього за «Лос Андес»           | Усього за «Лос Андес»           | Усього за «Лос Андес»           | 28        | 18        |                    | —                  | —                  |                      | —                    | —                    |               | —             | —             | 28     | 18     |
| 2001-02                         | «Чезена»                        | C1 (ІІІ)                        | 10        | 1         | CI-C               | —                  | —                  | —                    | —                    | —                    | —             | —             | —             | 10     | 1      |
| 2002-03                         | «Чезена»                        | C1 (ІІІ)                        | 19        | 2         | CI-C               | ?                  | ?                  | —                    | —                    | —                    | —             | —             | —             | 19+    | 2+     |
| Усього за «Чезену»              | Усього за «Чезену»              | Усього за «Чезену»              | 29        | 3         |                    | 0+                 | 0+                 |                      | —                    | —                    |               | —             | —             | 29+    | 3+     |
| 2003-04                         | «Арсенал» (Саранді)             | ПД                              | 17        | 5         | —                  | —                  | —                  | —                    | —                    | —                    | —             | —             | —             | 17     | 5      |
| 2004-05                         | «Арсенал» (Саранді)             | ПД                              | 37        | 8         | —                  | —                  | —                  | ПаК                  | 6                    | 0                    | —             | —             | —             | 43     | 8      |
| Усього за «Арсенал» (Саранді)   | Усього за «Арсенал» (Саранді)   | Усього за «Арсенал» (Саранді)   | 54        | 13        |                    | —                  | —                  |                      | 6                    | 0                    |               | —             | —             | 60     | 13     |
| 2005-06                         | «Колон»                         | ПД                              | 36        | 11        | —                  | —                  | —                  | —                    | —                    | —                    | —             | —             | —             | 36     | 11     |
| 2006-07                         | «Індепендьєнте»                 | ПД                              | 34        | 10        | —                  | —                  | —                  | —                    | —                    | —                    | —             | —             | —             | 34     | 10     |
| 2007-08                         | «Індепендьєнте»                 | ПД                              | 36        | 27        | —                  | —                  | —                  | —                    | —                    | —                    | -             | —             | —             | 36     | 27     |
| Усього за «Індепендьєнте»       | Усього за «Індепендьєнте»       | Усього за «Індепендьєнте»       | 70        | 37        |                    | —                  | —                  |                      | —                    | —                    |               | —             | —             | 70     | 37     |
| 2008-09                         | «Наполі»                        | A                               | 34        | 8         | КІ                 | 1                  | 0                  | Інт+КУЄФА            | 2+4                  | 0+2                  | —             | —             | —             | 41     | 10     |
| 2009-10                         | «Наполі»                        | A                               | 29        | 5         | КІ                 | 2                  | 0                  | —                    | —                    | —                    | —             | —             | —             | 31     | 5      |
| Усього за «Наполі»              | Усього за «Наполі»              | Усього за «Наполі»              | 63        | 13        |                    | 3                  | 0                  |                      | 6                    | 2                    |               | —             | —             | 72     | 15     |
| 2010-11                         | «Удінезе»                       | A                               | 25        | 4         | КІ                 | 2                  | 1                  | —                    | —                    | —                    | —             | —             | —             | 27     | 5      |
| 2011-12                         | «Удінезе»                       | A                               | —         | —         | КІ                 | —                  | —                  | ЛЧ+ЛЄ                | 1+0                  | 0                    | —             | —             | —             | 1      | 0      |
| Усього за «Удінезе»             | Усього за «Удінезе»             | Усього за «Удінезе»             | 25        | 4         |                    | 2                  | 1                  |                      | 1                    | 0                    |               | —             | —             | 28     | 5      |
| 2011-12                         | «Аталанта»                      | A                               | 33        | 16        | КІ                 | —                  | —                  | —                    | —                    | —                    | —             | —             | —             | 33     | 16     |
| 2012-13                         | «Аталанта»                      | A                               | 36        | 15        | КІ                 | 2                  | 0                  | —                    | —                    | —                    | —             | —             | —             | 38     | 15     |
| 2013-14                         | «Аталанта»                      | A                               | 37        | 13        | КІ                 | 1                  | 0                  | —                    | —                    | —                    | —             | —             | —             | 38     | 13     |
| 2014-15                         | «Аталанта»                      | A                               | 26        | 4         | КІ                 | 1                  | 0                  | —                    | —                    | —                    | —             | —             | —             | 27     | 4      |
| Усього за «Аталанту»            | Усього за «Аталанту»            | Усього за «Аталанту»            | 132       | 48        |                    | 4                  | 0                  |                      | —                    | —                    |               | —             | —             | 136    | 48     |
| Усього за кар'єру               | Усього за кар'єру               | Усього за кар'єру               | 473       | 172       |                    | 9                  | 1                  |                      | 13                   | 2                    |               | —             | —             | 495    | 175    |

### Статистика виступів за збірну
| Дата       | Місто        | Господарі | Результат | Гості     | Турнір            | Голи | Примітки |
| ---------- | ------------ | --------- | --------- | --------- | ----------------- | ---- | -------- |
| 16/10/2007 | Маракайбо    | Венесуела | 0 – 2     | Аргентина | Відбір до ЧС 2010 | -    |          |
| 17/11/2007 | Буенос-Айрес | Аргентина | 3 – 0     | Болівія   | Відбір до ЧС 2010 | -    |          |
| 20/08/2008 | Мінськ       | Білорусь  | 0 – 0     | Аргентина | товариський матч  | -    |          |
| 10/09/2008 | Ліма         | Перу      | 1 – 1     | Аргентина | Відбір до ЧС 2010 | -    |          |
| 19/11/2008 | Глазго       | Шотландія | 0 – 1     | Аргентина | товариський матч  | -    |          |
| Усього     |              | Матчів    | 5         |           | Голів             | 0    |          |

## Титули і досягнення
- Найкращий бомбардир чемпіонату Аргентини: 2007 (Апертура, 18 голів)